# Ostrowo (powiat wąbrzeski)
Ostrowo (niem. Hochdorf) – wieś w Polsce położona w województwie kujawsko-pomorskim, w powiecie wąbrzeskim, w gminie Płużnica.
W latach 1975–1998 miejscowość należała administracyjnie do województwa toruńskiego. Według Narodowego Spisu Powszechnego (III 2011 r.) liczyła 546 mieszkańców. Jest drugą co do wielkości miejscowością gminy Płużnica.
Ostrowo zostało wspomniane w dokumencie z 1222 roku, w którym Konrad Mazowiecki nadawał tereny ziemi chełmińskiej biskupowi Chrystianowi. 